# 연구 기관

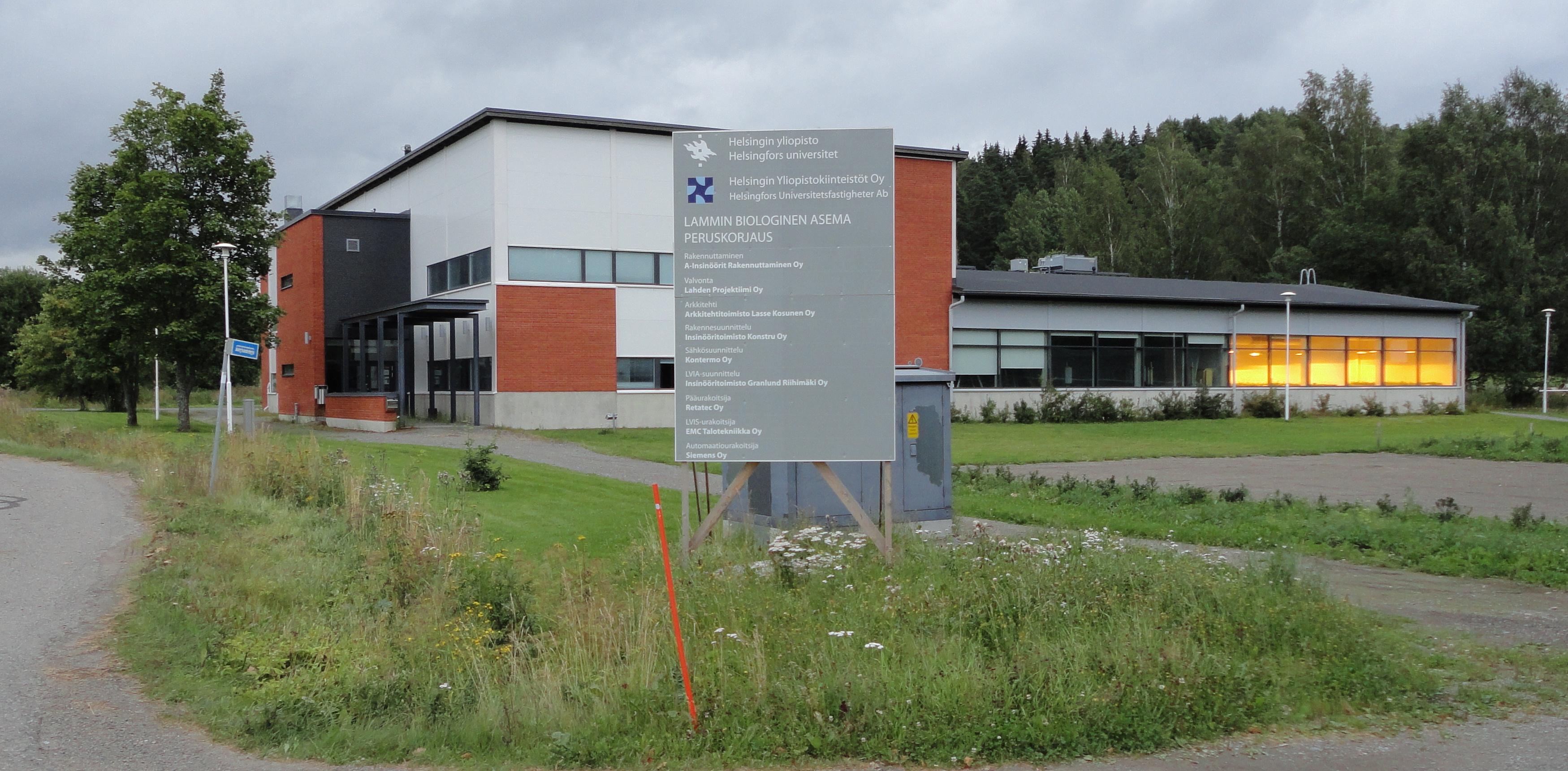
핀란드 해멘린나의 라미 생물연구센터

연구 기관(research institute)는 자연 과학, 인문 과학, 사회 과학 연구 및 연구 개발을 수행하는 기관이다. 국가, 대학, 기업, 재단 등이 만드는 경우가 많다. 광의로는 국가의 공설 시험 연구 기관과 천문대도 포함한다.

## 유명 연구 기관
초기 중세 시대에 여러 천문 관측소가 이슬람 지역에 건설되었다. 이들 중 최초의 것은 9세기 바그다드 관측소이며 아바스 칼리파국의 칼리프 알마으문의 통치 시기에 건설되었다. 가장 저명한 것으로는 13세기의 마라게 관측소, 15세기의 울루그 베그 관측소가 있다.
- 압두스 살람 국제 이론 물리 센터
- 에임스 연구 센터
- 벨 연구소
- 팔로알토 연구소
- IBM 왓슨 연구소
- 타타 기초 연구소
- SRI 인터내셔널

## 같이 보기
- 연구실
- 싱크탱크
- 신학연구소